# WWII Lost Films
WWII Lost Films (en español: Los archivos perdidos de la Segunda Guerra Mundial) es una serie de History que explora la historia de la Segunda Guerra Mundial, narrada por los que vivieron y lucharon durante este conflicto bélico, con vídeos(de esa época) recuperados de todas partes del mundo en color.

## Episodios
- 1. Cae la oscuridad
- 2. Difícil regreso
- 3. Resolución sangrienta
- 4. Estaciones de combate
- 5. El día más importante
- 6. El punto sin retorno (El punto de quiebre)
- 7. Distancia sorprendente
- 8. Coraje y gloria
- 9. Al borde del abismo
- 10. El fin del juego